# كونيغسبرغ
كونيغسبرغ (بالألمانية: Königsberg) هو اسم تاريخي لمدينة كالينينغراد التي كانت عاصمة لبروسيا الشرقية في أواخر العصور الوسطى في أوروبا الشرقية، أسست المدينة سنة 1255م، واستمر الحكم التابع للإمبراطورية الألمانية ومن ثم حكم الزعيم النازي السابق أدولف هتلر حتى سقوطها سنة 1945م .
وفي سنة 1946م، قامت الحكومة السوفيتية بتغيير تسمية كونيغسبرغ إلى كالينينغراد، وذلك بعد قيام الجيش السوفيتي بتدمير كل البنى التحتية وهجرة غالبية الشعب الألماني من مدينة كونيغسبرغ بشكل نهائي وأزيلت بشكل نهائي وتحولت إلى بيئة روسية .
أثناء غزو بروسيا من قبل فرسان تيوتون في عام 1255، تم تدمير المدينة المسماة Twangste وتم استبدالها بقلعة جديدة تم تسميتها كونيغسبيرغ، والذي يعني جبل الملك، وذلك تكريما للملك أوتوكار الثاني والذي قام بتمويل بناء أول قلعة في هذا المكان خلال الحملة الصليبية البروسية. استخدم الحكم التيوتوني مدينة كونيغسبيرغ لتحصين هجومهم في شبه جزيرة سامبيا وكقاعدة لحملاتهم ضد ليتوانيا.

## أعلام
- فريدريش بيسل
- إرنست هوفمان
- إيمانويل كانت
- أوتو فالاخ
- غوستاف روبرت كيرشهوف
- ديفيد هيلبرت

## وصلات خارجية
- Kaliningrad Photo Gallery – Reisebilder aus Königsberg
- The Film Königsberg is dead, France/Germany 2004 by Max & Gilbert (بالألمانية)

```
(بالإنجليزية)
```

- Territory's history from 1815 to 1945 (بالألمانية)

- Interactive Map with photos of Königsberg and modern Kaliningrad نسخة محفوظة 2 سبتمبر 2006 على موقع واي باك مشين.
- Direct link to photo album from above site
- Site with 400+ side-by-side photos of 1939/2005 identical locations in Königsberg/Kaliningrad نسخة محفوظة 25 فبراير 2021 على موقع واي باك مشين. (بالروسية) (بالألمانية)

- Northeast Prussia 2000: Travel Photos